# Świątynia Jerozolimska

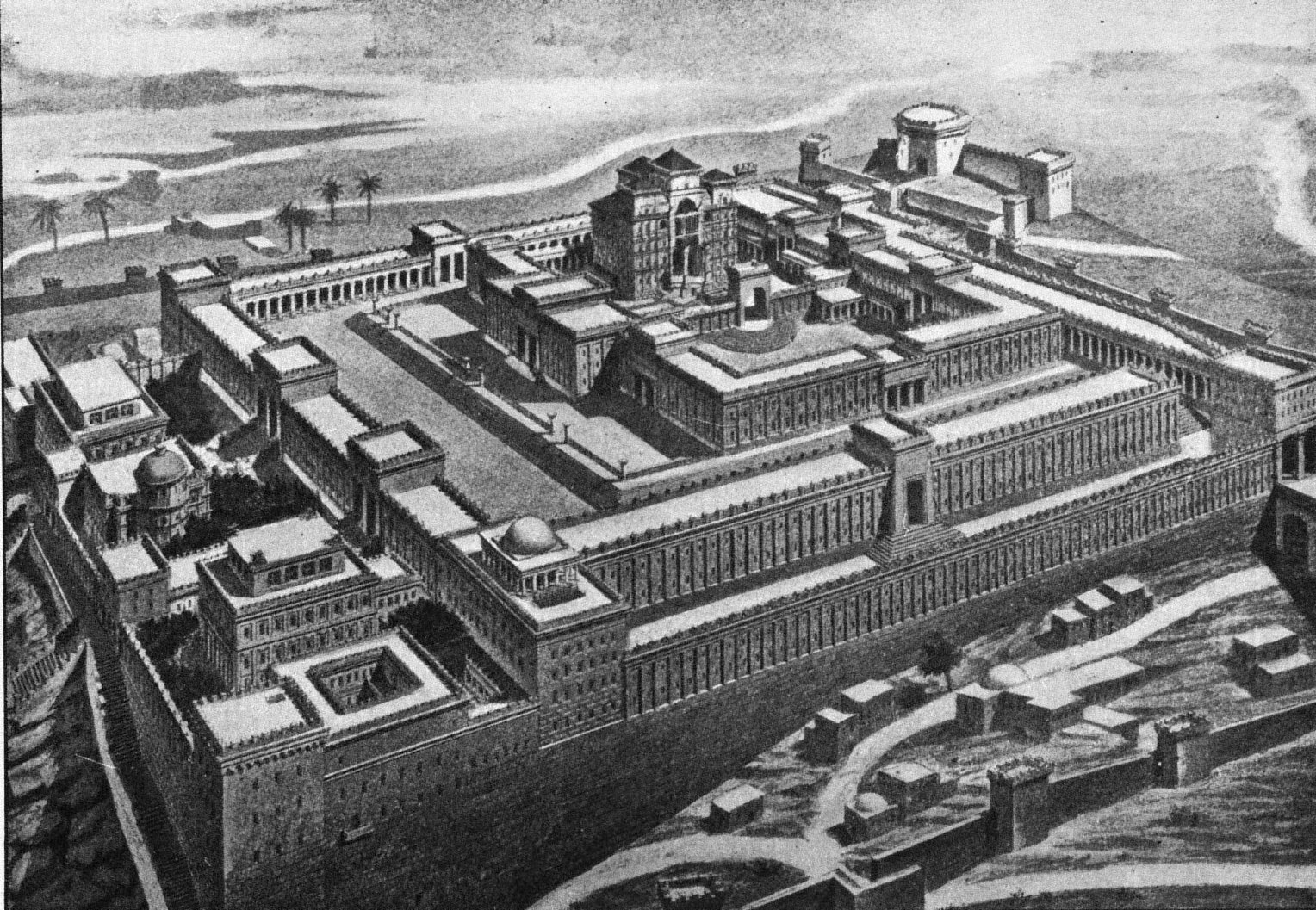
Rekonstrukcja Świątyni Jerozolimskiej z czasów Heroda Wielkiego

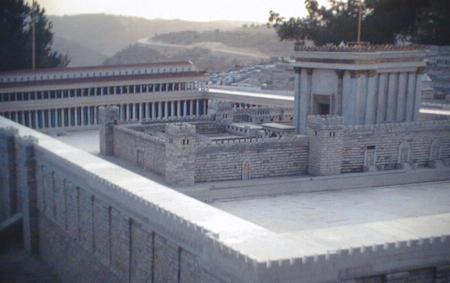
Model Świątyni Jerozolimskiej z czasów Heroda Wielkiego

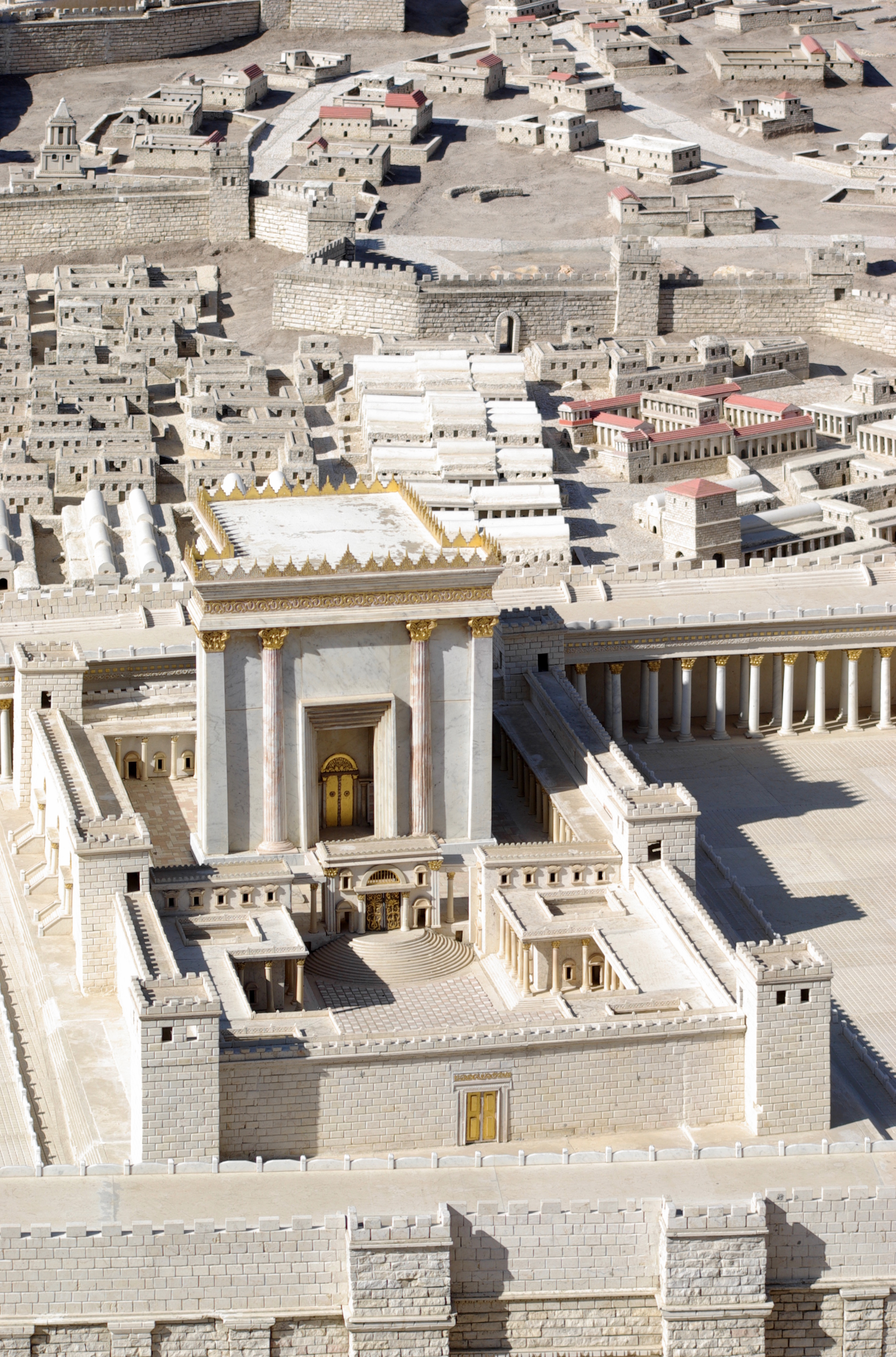
Fragment makiety-rekonstrukcji Świątyni Jerozolimskiej za Heroda Wielkiego

Świątynia Jerozolimska (hebr. ‏בֵּית הַמִּקְדָּשׁ‎, Bet ha-Mikdasz) – jedyna świątynia judaizmu stojąca niegdyś w Jerozolimie.

## Historia
Początkowo miejscem kultu i przechowywania Arki Przymierza był podczas wędrówki Izraelitów z niewoli egipskiej Namiot Spotkania (starannie wykonany namiot). Dopiero po wybudowaniu Świątyni przez króla Salomona rzeczy znajdujące się w Przybytku przeniesiono do Miejsca Świętego i Najświętszego.

### Pierwsza Świątynia (966–586 p.n.e.)
Jedynym dostępnym źródłem na temat usytuowania, wyglądu i rozmiarów Pierwszej Świątyni jest Biblia. Badania archeologiczne jerozolimskiego Wzgórza Świątynnego nie są możliwe, ze względu na „Kopułę Skały”, wybudowaną na przełomie VII i VIII w. po Chr. przez kalifa Omara. Jest też mało prawdopodobne znalezienie jakiegoś fragmentu Pierwszej Świątyni ze względu na prace budowlane i remontowe wykonane przy Drugiej Świątyni pod koniec ery przedchrześcijańskiej.
Pierwsza Świątynia powstała w latach 966–959 p.n.e. za czasów króla Salomona, który podobno wzniósł ją w ciągu 7 lat na miejscu wskazanym uprzednio przez króla Dawida, na wzgórzu Moria („święta skała”) w północno-wschodniej części Jerozolimy, gdzie Abraham miał złożyć w ofierze na żądanie Boga Jahwe swego syna Izaaka. Do Świątyni, otoczonej kilkoma dziedzińcami, przylegał od południa zespół pałacowy.
Najstarszym dokumentem historycznym potwierdzającym istnienie Pierwszej Świątyni jest ostrakon Domu Jahwe pochodzący z ok. 600 r. p.n.e. odnaleziony na stanowisku archeologicznym Tel Arad.
Pierwsza Świątynia została zniszczona przez wojska babilońskiego króla Nabuchodonozora II w 587 lub 586 roku p.n.e.

### Druga Świątynia (520–20 p.n.e.)
Po zburzeniu Pierwszej Świątyni i powrocie z niewoli babilońskiej (536 p.n.e.) wzniesiono Drugą Świątynię (520–515 p.n.e.), o wiele skromniejszą, później kilkakrotnie przebudowywaną.
W świątyni tej nie było już Arki Przymierza, jednak było tam Święte Świętych: pomieszczenie za zasłoną (wykonaną z fioletowej i czerwonej purpury, z karmazynu i kręconego bisioru, z wyhaftowanymi postaciami cherubów, do którego – podobnie jak niegdyś do pomieszczenia z Arką – nie wolno było nikomu wchodzić. Jedynie raz w roku w Święto Przebłagania arcykapłan wchodził do środka, aby skropić to miejsce krwią z ofiary.
W II w. p.n.e., za Antiocha IV Epifanesa, Świątynię jerozolimską przekształcono w przybytek syro-fenickiego kultu boga Baala, którego Grecy nazywali Zeusem. Okres profanacji zakończył Juda Machabeusz ponownym poświęceniem Świątyni. Wspomnieniem tego wydarzenia są żydowskie święta Chanuka.
W roku 63 p.n.e. Pompejusz opanowując Jerozolimę wtargnął też do Świętego Świętych.

### Trzecia Świątynia / Świątynia Heroda (20 p.n.e. – 70 n.e.)
Za panowania Heroda Wielkiego Druga Świątynia została rozebrana i wybudowana na nowo wraz z rozległymi, monumentalnymi dziedzińcami. Prace trwały niecałe 10 lat, ostatecznie zostały ukończone ok. 10/9 r. p.n.e. Od tego czasu świątynia była nazywana „Świątynią Heroda”. Świątynia ta należy do okresu Drugiej Świątyni. Nazwę Trzecia Świątynia odnosi się najczęściej do niezrealizowanych do dziś dnia projektów odbudowy Świątyni po zburzeniu Świątyni Heroda przez Rzymian w 70 r. n.e.
Okazałość Świątyni opisał Józef Flawiusz (Wojna żydowska 5, 5, 6), a w Talmudzie zachowała się następująca wzmianka: Ten, kto nigdy nie widział świątyni Heroda, nigdy w swym życiu nie widział wspaniałej budowli. Natomiast w Biblii wielkość i okazałość Świątyni jest wzmiankowana w Ewangelii według św. Marka.

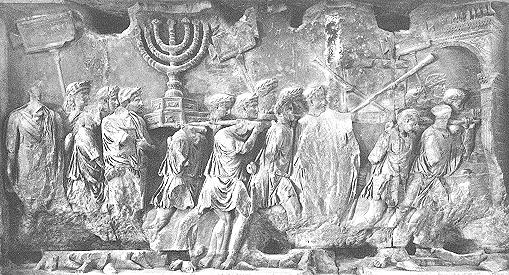
Relief z Łuku Tytusa: pochód z trofeami zdobytymi w Jerozolimie, m.in. menorą ze zniszczonej świątyni Salomona

4 sierpnia 70 r. n.e. po nieudanym powstaniu Żydów Rzymianie zburzyli Świątynię.

### Po zburzeniu
Jedyną pozostałością Świątyni są resztki muru oporowego, powstrzymującego okalające ją mury przed zawaleniem – tzw. mur zachodni, fragment ten jest znany jako Ściana Płaczu. Od XVI wieku jest ona świętym miejscem judaizmu. Żydom udało się jeszcze na krótko zbudować na wzgórzu prowizoryczną świątynię podczas powstania Bar-Kochby (lata 132–135 n.e.).
Na pamiątkę traumy związanej ze zburzeniem świątyni w 586 r. p.n.e. i 70 r. n.e. oraz upadkiem powstania Bar Kochby – Żydzi obchodzą smutne, pokutne i postne święto Tisza be-Aw, 9 dnia miesiąca aw.

## Kult

### Składanie ofiar
Świątynia była miejscem wysławiania Boga Jahwe i składania mu ofiar. Raz w roku każdy żydowski mężczyzna miał obowiązek wyruszyć do Świątyni Jerozolimskiej w celu złożenia ofiary (niejednokrotnie zabierał ze sobą całą rodzinę). W taką podróż wiele razy w ciągu życia ukrytego oraz publicznego udawał się z Nazaretu Jezus Chrystus.
Przełożonym Świątyni był arcykapłan, a personel stanowili kapłani i lewici, odbywający służbę według podziału na zmiany.

### Pomieszczenia świątyni
Budynek Świątyni składał się z kilku pomieszczeń: najpierw był przedsionek (hebr. ulam), dalej główne pomieszczenie (Miejsce Święte, nawa, hebr. hekal) ze stołem na chleby pokładne, dziesięcioma świecznikami i złotym ołtarzem kadzielnym, a za nim Miejsce Najświętsze („Święte Świętych”; hebr. קודש הקודשים, Kodesz Ha-Kodaszim; hebr. bibl. debir) z Arką Przymierza.

### Arka Przymierza
Wewnątrz świątyni znajdowała się Arka Przymierza (hebr. ארון הברית, aron ha-brit), czyli obficie pozłacana skrzynia drewniana, na której wierzchu znajdowały się złote Cheruby (aniołowie), zakrywający arkę skrzydłami. Została zbudowana na pustyni przez Mojżesza na polecenie Boga, który podał dokładny sposób jej zbudowania. W Arce Przymierza przechowywano kamienne tablice z tekstem Dekalogu, które Mojżesz otrzymał od Boga na górze Synaj (Horeb). Przed umieszczeniem Arki w Świątyni Jerozolimskiej znajdowały się w niej jeszcze inne przedmioty (laska Aarona i naczynie z manną). Arka stała w specjalnym pomieszczeniu, zwanym Miejscem Najświętszym („Święte Świętych”), które było odseparowane od reszty świątyni specjalną zasłoną, za którą nie wolno było nikomu wchodzić oprócz arcykapłana o ściśle określonych porach roku.
Według opisu w 2 Księdze Machabejskiej prorok Jeremiasz ukrył Arkę Przymierza w grocie na Górze Nebo, po wschodniej stronie Jordanu. Część religijnych Żydów i niektórzy uczeni uważają, że kapłani jerozolimscy, na wieść o rychłym upadku miasta, ukryli arkę w tajemnej komnacie pod Wzgórzem Świątynnym. Ta komnata ma się znajdować pod muzułmańską Studnią Dusz. Aktualnie Arka Przymierza uznawana jest za zaginioną – nie ma żadnych realnych dowodów na to, aby była ona przechowywana gdziekolwiek na Ziemi.
Święte Świętych znajdowało się prawdopodobnie na świętej skale, przykrytej dziś Kopułą na skale. Pod tą skałą jest jaskinia, zwana przez muzułmanów Studnią Dusz, która mogła w pewnych okresach stanowić skrytkę bezpieczeństwa dla arki. W świątyni wybudowanej przez Zorobabela, przebudowanej przez Heroda, w Miejscu Najświętszym znajdował się kamień podstawy (hebr. ewen szetija). Król Salomon miał wyłożyć podłogę w Świątyni tarcicami jodłowymi. Jodła w tradycji judeo-chrześcijańskiej oznaczała cierpliwość i cnotę oraz symbolizowała odrodzenie.

## Synagogi a Świątynia
Synagogi, stanowiące miejsce modlitw, nigdy nie pełniły takich funkcji, jak Świątynia Jerozolimska, która była dla Żydów jedyną świątynią i jedynym miejscem, w którym można było składać ofiary ze zwierząt. Poza tym funkcjonariuszami Świątyni byli kapłani na czele z arcykapłanem, a w synagogach główną rolę odgrywają rabini, którzy wcale nie muszą pochodzić z rodu kapłańskiego.

## Świątynia a Kościół
Według teologii chrześcijańskiej Chrystus jako doskonały arcykapłan i doskonała ofiara w jednej osobie wszedł na wieki do Miejsca Najświętszego Świątyni. Kościół jako powszechne zgromadzenie chrześcijan i ciało mistyczne Chrystusa przebywa także wewnątrz Świątyni. W nawiązaniu do tego poglądu wierni mogą przebywać we wszystkich częściach kościoła jako budynku, tzn. w przedsionku, nawie i prezbiterium. W starożytnej Świątyni świeccy Izraelici mogli przebywać tylko na niezadaszonym dziedzińcu. Sam budynek Świątyni był traktowany jako prywatny dom Boga i mogła do niego wchodzić jedynie „służba domowa”, tzn. kapłani, natomiast do Miejsca Najświętszego jedynie arcykapłan, raz w roku w święto Jom Kipur.

## Czasy współczesne
Obecnie w Izraelu istnieją grupy osób poważnie myślące o budowie Trzeciej Świątyni. Istnieje Instytut Świątynny, który kształci kapłanów, odtwarza stroje i przybory liturgiczne oraz instrumenty dla orkiestry Lewitów. Na przeszkodzie tym planom stoi muzułmańska Kopuła na Skale (znana też jako Meczet Omara), która prawdopodobnie przykrywa teren, na którym znajdowało się „Święte Świętych” starożytnej Świątyni. Jednak wielu nie widzi tej przeszkody, ponieważ na podstawie badań Wzgórza Świątynnego promieniami rentgenowskimi i podczerwonymi uważają, że Świątynia mieściła się na południe od Kopuły Skały, pomiędzy Kopułą a Meczetem Al-Aksa.
Jednak nawet gdyby istniała techniczna możliwość pomieszczenia świątyń obydwu religii na wzgórzu, jej odbudowanie jest mało prawdopodobne ze względu na toczący się od lat konflikt żydowsko-muzułmański. W 2009 roku Żydzi z osiedla Micpe Jerycho na Zachodnim Brzegu Jordanu rozpoczęli budowę naturalnej wielkości repliki Świątyni Jerozolimskiej.
Współcześnie Świątynia Jerozolimska jest jednym z ważnych symboli wolnomularskich, pojawiającym się w Legendzie o Mistrzu Hiramie.

## Kontrowersje
W świecie arabskim dość powszechne jest zaprzeczanie samemu faktowi istnienia świątyni żydowskiej na wzgórzu świątynnym. Wielokrotnie opinie takie wygłaszał publicznie Jasir Arafat. Choć stanowisko to zwykle łączone jest z argumentem o świętości wzgórza dla muzułmanów, w rzeczywistości jest motywowane politycznym sporem o jerozolimskie stare miasto i nie ma poważnego oparcia w religii muzułmańskiej.